# Сивко, Сергей Александрович
Серге́й Алекса́ндрович Сивко́ (7 июня 1940, Тула — 10 ноября 1966, Москва) — советский боксёр лёгких весовых категорий, выступал за сборную СССР во второй половине 1950-х — первой половине 1960-х годов. Серебряный призёр летних Олимпийских игр в Риме, чемпион Европы, неоднократный победитель и призёр национальных первенств, заслуженный мастер спорта.

## Биография
Родился 7 июня 1940 года в Туле.
С юных лет увлёкся боксом, присоединился к спортивному обществу «Трудовые резервы», где занимался под руководством заслуженного тренера Бориса Грекова. Впервые заявил о себе в девятнадцатилетнем возрасте в 1959 году, когда в наилегчайшем весе завоевал бронзовую медаль чемпионата СССР. Год спустя был в этой категории уже чемпионом, кроме того, получил звание заслуженного мастера спорта и благодаря череде удачных выступлений удостоился права защищать честь страны на летних Олимпийских играх в Риме — в итоге завоевал здесь серебряную медаль, проиграв лишь венгерскому боксёру Дьюле Тёрёку.
После Олимпиады Сивко решил сменить весовую категорию на легчайшую, в ней в 1961 году стал победителем национального первенства и взял золото на чемпионате Европы в югославском Белграде — за эти достижения получил звание «Выдающийся боксёр». Впоследствии ещё три раза выходил в финал первенств Советского Союза, дважды в лёгком весе (1962, 1964) и один раз в полулёгком (1966).
Погиб 10 ноября 1966 года — был сбит такси, возвращаясь домой. Похоронен на Кузьминском кладбище в Москве.

## Награды
- Медаль «За трудовое отличие» (16.09.1960) — за успешные выступления в XVII летних и VIII зимних Олимпийских играх 1960 года, а также за выдающиеся спортивные достижения[2]